# Parafia Matki Bożej Pocieszenia w Rybarzowicach
Parafia pod wezwaniem Matki Bożej Pocieszenia w Rybarzowicach – parafia rzymskokatolicka znajdująca się w Rybarzowicach. Należy do dekanatu Łodygowice diecezji bielsko-żywieckiej.

## Historia
Początki Rybarzowic sięgają prawdopodobnie przełomu XV i XVI wieku. Najstarszy dokument, w którym wymieniono Rybarzowice pochodzi 1581 roku i jest to spis skarbowy wymieniający parafie diecezji krakowskiej oraz wsie wchodzące w skład tych parafii. Wynika z niego, że Rybarzowice wchodziły w owym czasie w skład parafii w Radziechowach i stanowiły własność Jana Spytka Komorowskiego, właściciela Żywca. Spis ukazuje wieś nieliczną, ale zorganizowaną, w której kmiecie posiadali w sumie półtora łanu ziemi uprawnej, a ponadto na terenie gromady zamieszkiwało czterech komorników nieposiadających własnego bydła.
1629 – powstanie parafii w Łodygowicach, do której przyłączone zostają Rybarzowice.
W 1630 r. w Rybarzowicach zamieszkuje 192 dorosłych parafian i 60 dzieci, brak natomiast innowierców.
1629 – najstarsza wzmianka o pielgrzymach z Rybarzowic w Kalwarii Zebrzydowskiej. 24 czerwca w dzień św. Jana Chrzciciela, w obecności tamtejszych oo. bernardynów, wyrzekła się wiary luterańskiej niejaka Anna Fox ze Szczyrku, żona Walentego Laszczaka, córka Bartłomieja Foxa i Anny, luteran z Wilkowic. Świadkami tego wydarzenia byli Szymon Laszczak, Wojciech Migdał i wielu innych z Rybarzowic.
1676 – Tegoż roku dnia 12 lutego, godziny piątej w noc ze środy na czwartek Kazimierz Świerczkowic albo Adamicki, chłopiec z Rybarzowic z Łodwigowskiego Państwa, do szkoły żywieckiej chodząc, ze złości, że go bito, zapalił onę, założywszy ogień w nocy w izbie, a potym wyszedł na dzwonnicę swojej złości się dziwować, gdy będzie gorzała, jako zeznał juridice requistus [pytany pod przysięgą – J.K.]. Za którego ociec Jakub Świerczek nową szkołę kosztem swoim zbudował, broniąc syna, aby nie zginął. [...] Ale przecie ten dyscypuł [uczeń – J.K.], ucząc się, do godności kapłańskiej przyszedł. W której tylko niedziel siedm księdzem będąc, gdzieś w Żółkwie, mając tam beneficjum umarł. Andrzej Komoniecki, Chronografia albo dziejopis żywiecki, Żywiec 1987, s. 230
II poł. XVII – Jakub Świerczek [prawdopodobnie ojciec Kazimierza] pokrywa koszta malowania łodygowickiej świątyni.
1786 – w wyniku reform kościelnych cesarza Austrii Józefa II nakazano proboszczom założyć oddzielne księgi metrykalne dla każdej miejscowości wchodzącej w skład parafii. Osobne księgi dla Rybarzowic zostały założone odpowiednio:
• księga urodzeń (Liber Natorum) w 1818 r.
• księga zmarłych (Liber Mortuorum) w 1839 r.
• księga zaślubionych (Liber Copulatorum) w 1859 r.
1804 – parafianie z Rybarzowic współfinansują budowę głównego ołtarza w kościele łodygowickim.
1841 – mieszkańcy Rybarzowic zadeklarowali się każdego roku na Wielkanoc składać na rzecz proboszcza w Łodygowicach 5 guldenów.
ok. 1850 – mieszkańcy Rybarzowic ufundowali dzwon do łodygowickiego kościoła, który zakupili w Krakowie z klasztoru pokarmelitańskiego św. Michała.
1877 – 1879 – wybudowanie w Rybarzowicach obszernej (17,7 × 10 m) murowanej kaplicy pw. św. Józefa, w miejscu gdzie prawdopodobnie wcześniej istniała już niewielka przydrożna kapliczka.
1880 – ufundowanie ołtarza głównego do kaplicy, w którym umieszczony zostaje obraz Matki Bożej Pocieszenia (autorstwa Kornela Bohuňa), podarowany przez Klementynę Klobus, właścicielkę dóbr łodygowickich.
1893 – na prośbę proboszcza łodygowickiego i dziekana żywieckiego ks. Jana Miodońskiego biskup krakowski kard. Albin Dunajewski zezwolił, aby dla pożytku i ku uciesze duchowej parafian wsi Rybarzowice mogła być odprawiana msza św. w kaplicy przez nich wzniesionej i ozdobionej, na portatylu należycie konsekrowanym, trzy razy do roku, mianowicie dwa razy w dni powszednie a raz w Dzień Pański z zachowaniem przepisów i uszanowaniem praw proboszczowskich.
1895 – ufundowanie ołtarza bocznego Matki Bożej Szkaplerznej przez Jakuba Dobiję z synem Michałem (obecnie ołtarz Miłosierdzia Bożego)
1896 – mieszkańcy Gminy Rybarzowice fundują kamienny krzyż z postaciami Matki Boskiej Bolesnej, św. Józefa i św. Jana Chrzciciela (z powodu pęknięcia został na pocz. lat 20. XX wieku zakopany na placu kościelnym, wydobyty podczas rozbudowy kościoła w 2004 r., odrestaurowany w 2009 r.)
1899 – wójt Józef Świerczek zakupuje ołtarz – arcydzieło sztuki snycerskiej – tryptyk Niepokalanego Poczęcia NMP, wykonany przez artystę Kazimierza Wakulskiego i jego uczniów w Krakowie. Ołtarz został zaprezentowany w 1894 roku na Powszechnej Wystawie Krajowej we Lwowie, gdzie zdobył złoty medal. Obecnie jest to ołtarz główny w kościele.
1906 – mężczyźni o imieniu Józef fundują obraz św. Józefa do ołtarza głównego
1 listopada 1909 – otwarcie i poświęcenie cmentarza, rezerwiści (tzw. „urlopnicy”) armii austro – węgierskiej z Rybarzowic fundują na cmentarzu kamienny krzyż
23 października 1910 – poświęcenie kamienia węgielnego pod budowę kościoła. Ludu zgromadziło się blisko 5 tysięcy. Uroczyste nabożeństwo odprawił ks. katecheta z Łodygowic, a kazanie wygłosił ks. dziekan Miodoński. Kaznodzieja przemówił wszystkim zgromadzonym do serca na temat słów św. Ewangelii o wskrzeszeniu córki Jairy, to znaczy: życie i śmierć duszy ludzkiej. Po odśpiewaniu przez lud litanii Loratyńskiej i „Pod Twoją obronę”, wyszła procesya ze sztandarami i chorągwiami ku kamieniowi węgielnemu. Podczas poświęcenia tegoż lud śpiewał „Kto się w opiekę” a podczas podpisywania aktu założenia śpiewano „Serdeczna Matko.” Akt wmurowany w kamień węgielny brzmi: „Roku pańskiego 1910, w dniu 23 października, za czasów panowania cesarza Fr. Józefa I kiedy naczelnikiem rządu królewskiego w Królestwie Galicyi był Dr. Michał Bobrzyński, a marszałkiem krajowym hr. Stanisław Badeni, naczelnikiem gminy Rybarzowice Michał Kubica, dziekanem i proboszczem parafii Łodygowice, do której Rybarzowice należą, ks. Jan Miodoński, posłem do rady państwa, urodzony i zamieszkały w Rybarzowicach p. Ludwik Dobija, poświęcony został w obecności podpisanych kamień węgielny pod kościół w Rybarzowicach”. Ofiara złożona przyniosła kilkaset koron. [Poświęcenie szkoły ludowej i kamienia węgielnego pod kościół w Rybarzowicach, „Wieniec– Pszczółka”, Bielsko 30 X 1910 r.] Rozbudowa kaplicy trwała do 1912 r. i prowadzona była przez firmę Karola Korna z Bielska.
ok. 1914 – zakupienie organów firmy Rieger z Jägerndorfu (instrument pochodzi z 1912 r., opus 1812).
1914 – emigranci zarobkowi ze Stanów Zjednoczonych fundują dzwon „Święty Józef”, zarekwirowany w czasie I wojny światowej przez władze austriackie.
1915 – 1918 – księża Leopold Mikrut i Michał Dobija (krewny posła Ludwika Dobiji), emigranci wojenni z diecezji lwowskiej, pełnią posługę duszpasterską w miejscowym kościele.
14 listopada 1917 – ksiądz Wincenty Kędzior, dotychczasowy wikariusz parafii łodygowickiej, zostaje mianowany rektorem kościoła w Rybarzowicach.
1917 – 1919 – wybudowano plebanię i zabudowania gospodarcze.
1919 – poseł Ludwik Dobija funduje dzwon „Święty Szczepan” jako wotum wdzięczności za odzyskaną niepodległość.
1919 – w Gröden w Tyrolu zakupiono stacje drogi krzyżowej.
1920 – wykonanie ołtarza Pana Jezusa Frasobliwego do bocznej kaplicy (obecnie nieczynnej).
15 czerwca 1922 – wizytacja kanoniczna w parafii łodygowickiej biskupa krakowskiego księcia Adama Stefana Sapiehy i pierwsze odwiedziny kościoła w Rybarzowicach (kolejne w 1931 i 1946 r.).
1922 – 1923 – wybudowanie w kościele ołtarza groty Matki Boskiej z Lourdes.
1925 – zakupiono figurę Najświętszego Serca Pana Jezusa do ołtarza głównego.
1925 – Rada Gminy funduje dzwon „Święty Józef” o wadze 413 kg.
1928 – ze składek wiernych zostaje zakupiony dzwon „Maria” o wadze 630 kg.
Lata 20. i 30. XX w. – współpraca ks. W. Kędziora oraz jego brata ks. Stanisława Kędziora z ks. Michałem Kordelem, wybitnym znawcą liturgii. Kościół w Rybarzowicach staje się jednym z czołowych miejsc ruchu odnowy liturgii.
1933 – zakupiono w Krakowie „wielki” krzyż naturalnych rozmiarów.
20 lutego 1942 – okupant niemiecki rekwiruje dzwony „Święty Józef” i „Maria”.
luty – kwiecień 1945 – w wyniku dwumiesięcznych działań frontowych kościół rybarzowicki zostaje poważnie zniszczony i splądrowany przez żołnierzy sowieckich.
16 lutego 1947 – utworzenie wikariatu Rybarzowice, ks. Wincenty Kędzior zostaje mianowany ekspozytem tutejszego kościoła.
1947 – ufundowanie dzwonu „Józef”.
1948 – elektryfikacja kościoła.
15 – 23 października 1949 – pierwsze Misje Święte prowadzone przez ojców franciszkanów z Krakowa.
1955 – wizytacja kanoniczna biskupa Franciszka Jopa.
1956 – 1957 – renowacja tryptyku Niepokalanego Poczęcia NMP i stacji drogi krzyżowej, której dokonał wybitny konserwator prof. Marian Słonecki (odnowił m.in. po II wojnie światowej ołtarz Wita Stwosza w bazylice Mariackiej).
22 kwietnia 1961 – umiera ks. Wincenty Kędzior, jego następcą zostaje ks. kan. Stanisław Wincenciak.
14 kwietnia 1966 – metropolita krakowski kard. Karol Wojtyła ustanawia parafię Rybarzowice, natomiast ks. Stanisław Wincenciak zostaje pierwszym proboszczem.
20 – 21 marca 1968 – peregrynacja obrazu Matki Boskiej Częstochowskiej (w formie symbolicznej świecy).
1970 – zainstalowanie zegara na wieży kościelnej.
1975 – położenie w kościele nowej polichromii przez art. malarza Zbigniewa Bielewicza.
4 – 5 marca 1978 – wizytacja kanoniczna kard. Karola Wojtyły. Te pierwsze odwiedziny kanoniczne
w Rybarzowicach ukazały mi bardzo dodatni obraz parafii. Na pewno opatrznościowe było wyłączenie tej wspólnoty przed laty z par. Łodygowice i utworzenie tutaj odrębnej parafii. Widać to po owocach. W czasie wizytacji też się to uwidoczniło. Gremialny udział parafian w poszczególnych spotkaniach, ogólny nastrój serdecznej życzliwości wskazują na to, że parafia jest dobrze zespolona. Jest w tym z pewnością zasługa poprzednich duszpasterzy, zwłaszcza śp. kan. Kędziora oraz obecnego Ks. Proboszcza. [Fragment sprawozdania kard. Karola Wojtyły z wizytacji kanonicznej]
2 października 1978 – umiera nagle ks. Stanisław Wincenciak, jego następcą zostaje ks. kan. Czesław Adamaszek.
25 marca 1980 – wizyta metropolity krakowskiego kard. Franciszka Macharskiego i udzielenie sakramentu bierzmowania.
1981 – 1988 – zakupienie witraży przedstawiających św. Wojciecha, św. Stanisława, św. Maksymiliana Kolbe, papieża Jana Pawła II, św. królowej Jadwigi oraz bł. Bronisławy.
1983 – 1986 – wyburzenie starej plebanii, budowa nowej oraz sal katechetycznych.
22 grudnia 1985 – uroczyste obchody 75 – lecia kościoła pod przewodnictwem biskupa Kazimierza Górnego, poświęcenie sal katechetycznych.
1987 – 1994 – generalny remont kościoła [wymiana pokrycia dachu, elewacji, przebudowa prezbiterium, wymiana okien, remont organów, położenie nowej polichromii przez firmę Jacka Konarskiego
z Krzeszowic (1994), konserwacja ołtarzy, wyburzenie ołtarza groty Matki Boskiej z Lourdes i wybudowanie nowej groty na placu kościelnym].
1992 – zostają ufundowane dzwony „Faustyna” i „Maryja”.
19 marca 1995 – konsekracja kościoła dokonana przez ordynariusza diecezji bielsko – żywieckiej bpa Tadeusza Rakoczego.
22 maja 1995 – wizyta Jana Pawła II w diecezji bielsko – żywieckiej – przejazd Ojca Świętego przez Rybarzowice.
19 – 20 września 1998 – peregrynacja obrazu Matki Boskiej Częstochowskiej.
5 sierpnia 2000 – z okazji Nowego Tysiąclecia parafianie fundują Dzwon Jubileuszowy o wadze
1200 kg (w roku tym zmodernizowano zawieszenie dzwonów, zainstalowano elektroniczny zegar sterowany falami radiowymi, ułożono granitową posadzkę).
29 października 2000 – poświęcenie kaplicy cmentarnej.
23 lipca 2001 – umiera ks. Czesław Adamaszek, od 26 sierpnia posługę w parafii rozpoczyna ks. kan. Władysław Urbańczyk.
7 października 2004 – rozpoczęcie prac przy rozbudowie kościoła w kierunku północnym, według projektu inż. arch. Michała Kuczmińskiego, usytuowanie wejścia głównego od strony południowej. Odnowienie tryptyku Niepokalanego Poczęcia NMP.
28 czerwca 2008 – biskup Tadeusz Rakoczy dokonuje poświęcenia rozbudowanego kościoła
2009 – wykonanie ołtarza Matki Boskiej Fatimskiej w kaplicy dla dzieci
2010 – wykonanie ogrodu skalnego wokół kościoła
13 – 14 listopada 2010 – wizytacja kanoniczna biskupa Tadeusza Rakoczego i obchody 100 – lecia kościoła parafialnego
2012 – zamontowanie zegara słonecznego na fasadzie świątyni i zakupienie figury Chrystusa Upadającego do ogrodu skalnego
2015 – położnie nowego chodnika wokół kościoła, uporządkowanie placu kościelnego
23 – 24 stycznia 2016 – peregrynacja Znaków Miłosierdzia – obrazu Jezusa Miłosiernego oraz relikwii św. Jana Pawła II i św. s. Faustyny

## Kapłani pracujący w Rybarzowicach

### Księża emigranci wojenni z archidiecezji lwowskiej
- Ks. kan. Leopold Mikrut 1915–1916
- Ks. Michał Dobija 1915–1918

### Proboszczowie i administratorzy
- Ks. Wincenty Kędzior 1917–1961
- Ks. kan. Stanisław Wincenciak 1961–1978
- Ks. kan. Czesław Adamaszek 1978–2001
- Ks. kan. Władysław Urbańczyk 2001–2020
- Ks. Roman Ciemiera 2020–nadal

### Księża wikariusze
- Ks. Stanisław Kędzior (1939–1948)
- Ks. Adam Świerczek (VIII–X 1953)
- Ks. Michał Kania (1953–1955)
- Ks. Włodzimierz Kropczyński (II–VIII 1959)
- Ks. Henryk Kiecoń (1959–1961)
- Ks. Władysław Marekwia SCI (1969–1972)
- Ks. Kazimierz Lenart (1972–1975)
- Ks. Zdzisław Hopciaś (1975–1978)
- Ks. Tadeusz Kozak (1980–1982)
- Ks. Władysław Rusnak (1982–1984)
- Ks. Krzysztof Matuszyk (1984–1986)
- Ks. Stanisław Rams (1986–1988)
- Ks. Stanisław Palichleb (1988–1990)
- Ks. Jan Błotko (1990–1993)
- Ks. Jerzy Gil (1993–1997)
- Ks. Kazimierz Walusiak (1997–2000)
- Ks. Władysław Sporek (2000–2008)
- Ks. Tomasz Mikołajek (2008–2016)
- Ks. Rafał Jończy (2016–2019)
- Ks. Tomasz Hahn (od 2019)